# Scrafield
Scrafield – przysiółek w Anglii, w Lincolnshire, w dystrykcie East Lindsey, w civil parish Mareham on the Hill. Leży 34.1 km od Lincoln i 187.9 km od Londynu.
W 1931 roku civil parish liczyła 24 mieszkańców.